# 最大分段大小
最大分段大小（Maximum Segment Size）是传输控制协议的一个参数，以字节数定义一个计算机或通信设备所能接受的分段的最大数据量。 它并不会计算 TCP 或 IP 协议头的大小。。即最大傳輸單元除去信頭後的最大數據量。含有 TCP 分段的 IP 資料包可以在一个数据包内自我包含，也可以从多个IP分片中重建。无论如何，MSS 限制都对最终重建的分段起效。 
默认的 TCP 最大分段大小是 536。当一个主机想要把 MSS 设置到一个非默认的值时，MSS 大小会以一个 TCP 可选项的方式在握手时的 SYN 包中定义。由于最大分段大小被一个 TCP 参数控制，主机可以在接下来的任意分段中改变它。
每个数据流的方向都可以使用不同的 MSS。
为了避免IP分片，主机应该将最大分段大小定义为最大 IP 資料包大小减去 IP 和 TCP 协议头的大小。  于是 IPv4 主机被要求能够承担 536(=576-20-20) 字节的分段大小，IPv6 主机则须能承担 1220(= 1280 - 40 - 20) 字节的分段。 
较低的最大分段大小能够减少或消除IP分片，然而会造成协议开销增大。 
对于大部分操作系统来说，最大分段大小的值由操作系统指定。

## 拓展阅读
- Comer, Douglas E.  Vol. 1 5/E. Upper Saddle River, NJ, USA: Prentice Hall. 2006.
- Kozierok, Charles M.  3.0. 2005-09-20  [2011-09-08]. （原始内容存档于2020-10-20）.